# Mantecorp
 (novembre 2023).
Si vous disposez d'ouvrages ou d'articles de référence ou si vous connaissez des sites web de qualité traitant du thème abordé ici, merci de compléter l'article en donnant les références utiles à sa vérifiabilité et en les liant à la section « Notes et références ».
Mantecorp est l'un des plus grands laboratoires pharmaceutiques du Brésil, créé en 2006 [Où ?]. Le laboratoire était jusqu'alors[pas clair] propriété du groupe Schering-Plough.